# Miss Continentes Unidos 2015
Miss Continentes Unidos 2015 fue la 10.ª edición del certamen Miss Continentes Unidos, correspondiente al año 2015; la cual se llevó a cabo el 12 de septiembre en el Teatro Centro Cívico Eloy Alfaro en la ciudad de Guayaquil, Ecuador. Candidatas de 28 países y territorios autónomos compitieron por el título durante 2 semanas. Al final del evento, Geisha Nathali Montes de Oca Robles, Miss Continentes Unidos 2014, de República Dominicana, coronó a Nathália Paiva Lago, de Brasil, como su sucesora. 
El certamen fue transmitido en vivo por la televisora ecuatoriana Gamavisión y en diferido para diversas televisoras de países como India, Estados Unidos, Bolivia, Perú, Nicaragua, Honduras, República Dominicana y Guatemala. Igualmente, fue transmito vía internet para todo el mundo.

## Resultados
| Resultado Final              | Candidata |
| ---------------------------- | --- |
| Miss Continentes Unidos 2015 | - Brasil - Nathália Paiva Lago |
| Virreina Continentes Unidos  | - Colombia - Daniela Andrea Castañeda Pardo |
| Primera finalista            | - Paraguay - Myriam Carolina Arévalos Villalba                                                                                                  |
| Segunda Finalista            | - Ecuador - María Elisa Padilla Cardoso |
| Tercera Finalista            | - India - Sushrii Shreya Mishraa |
| Cuarta Finalista             | - República Dominicana - Kimberly Altagracia Castillo Mota                                                                                      |
| Top 10                       | - Argentina - Giuliana Martina Chiappa - Filipinas - Anabel Christine Gonzales Tia - Japón - Anri Okane - Venezuela - Nitya Nandy Ardila Prieto |

## Premios especiales
| Premio                   | Candidata                                   |
| ------------------------ | ------------------------------------------- |
| Miss Hotel Punta del Mar | - Dinamarca - Monica Isabella Hartig        |
| Miss Azaleia             | - Filipinas - Anabel Christine Gonzales Tia |
| Miss Belleza Ottie       | - Colombia - Daniela Andrea Castañeda Pardo |
| Miss Nueva Huancavilca   | - Ecuador - María Elisa Padilla Cardoso     |
| Mejor Traje Típico       | - India - Sushrii Shreya Mishraa            |
| Miss Amistad             | - Australia- Ellenor Jones                  |
| Miss Fotogénica          | - India - Sushrii Shreya Mishraa            |

## Historia
A comienzos del mes de junio se dio a conocer públicamente que la tercera edición del certamen se llevaría a cabo el 12 de septiembre y que nuevamente la ciudad ecuatoriana de Guayaquil sería la encargada de acoger el concurso. El Teatro Centro Cívico Eloy Alfaro fue reconocido como el recinto sede, por primera ocasión. La Directora y Fundadora de Miss Continentes Unidos, María del Carmen de Aguayo, informó que uno de los puntos centrales será la visita al Alcalde de Guayaquil Jaime Nebot y a la Directora de Turismo Gloria Gallardo que son quienes apoyan y hacen posible este evento, ya que una de las metas es la promoción turística de la urbe guayaquileña.

## Áreas de competencia

### Final
La noche final fue transmitida en vivo Gama TV (Ecuador), Teleprogreso (Honduras), Red PAT (Bolivia), VosTV (Nicaragua), Trecevisión (Guatemala), Zoom (India), Quatro TV (Perú) y Mega TV (Estados Unidos). También fue transmitido en diferido por televisoras de Estados Unidos, Bolivia, Perú, Nicaragua, Honduras, Guatemala, Perú e India; además se transmitió vía internet para todos los países y territorios desde el Teatro Centro Cívico Eloy Alfaro, en Guayaquil, Ecuador, el 12 de septiembre de 2015. Estuvo conducido por Francesca Cipriani y Roberto Begue.
El grupo de 10 semifinalistas se dio a conocer durante la competencia final.
Todas las 28 candidatas fueron evaluadas por un Jurado final:
- Las 28 candidatas desfilaron en una nueva ronda en traje de baño (similares para todas).
- Posteriormente, las mismas desfilaron en traje de noche (elegidos al gusto de cada concursante).
- Basado en el desenvolvimiento en las áreas mencionadas, el jurado eligió las diez semifinalistas de la noche.
- Las diez (semifinalistas) se sometieron a una pregunta por parte del jurado; y basado en sus calificaciones de la ronda de preguntas, el jurado determinó las posiciones finales y a la ganadora, Miss Continentes Unidos 2015.

## Candidatas
28 candidatas fueron confirmadas:
(En la tabla se utiliza su nombre completo, los sobrenombres van entrecomillados y los apellidos utilizados como nombre artístico, entre paréntesis; fuera de ella se utilizan sus nombres «artísticos» o simplificados).
| País/Territorio      | Candidata                          | Edad | Estatura | Residencia          |
| -------------------- | ---------------------------------- | ---- | -------- | ------------------- |
| Argentina            | Giuliana Martina Chiappa           | 18   | 1,81     | Buenos Aires        |
| Australia            | Ellenor Jones                      | 25   | 1,79     | Perth               |
| Bélgica              | Dhenia Covens                      | 22   | 1,75     | Amberes             |
| Bolivia              | Andrea Ninoska Velasco Mercado     | 22   | 1,70     | Trinidad            |
| Brasil               | Nathália Paiva Lago                | 24   | 1,73     | Marajó              |
| Chile                | Nicole Maechtig Cortés             | 24   | 1,74     | Villarrica          |
| China                | Ting Wang                          | 22   | 1,76     | Pekín               |
| Colombia             | Daniela Andrea Castañeda Pardo     | 22   | 1,76     | Villavicencio       |
| Costa Rica           | Carolina On Porras                 | 22   | 1,80     | San José            |
| Dinamarca            | Monica Isabella Hartig             | 22   | 1,71     | Hillerød            |
| Ecuador              | María Elisa Padilla Cardoso        | 22   | 1,70     | Cuenca              |
| Estados Unidos       | Laura Eli Reyes                    | 25   | 1,81     | El Paso             |
| Filipinas            | Anabel Christine Gonzales Tia      | 26   | 1,72     | Ozámiz              |
| Guatemala            | Heysel Smilly González García      | 24   | 1,70     | Ciudad de Guatemala |
| Guyana               | Cherese Latoya James               | 25   | 1,67     | Georgetown          |
| Honduras             | Celia Perdomo Monterrosa           | 19   | 1,80     | Santa Bárbara       |
| India                | Sushrii Shreya Mishraa             | 24   | 1,70     | Orissa              |
| Japón                | Anri Okane                         | 20   | 1,81     | Osaka               |
| Kenia                | Wambui Mureithi                    | 20   | 1,68     | Kirinyaga           |
| Kurdistán            | Fatimah Ghadan                     | 18   | 1,68     | Mahabad             |
| México               | Alejandra Jazmín Rodríguez Murillo | 22   | 1,79     | Ayotlán             |
| Nicaragua            | Ruth Angélica Martínez Rodríguez   | 27   | 1,68     | Granada             |
| Panamá               | María Alejandra Tejada Guerrero    | 23   | 1,75     | Ciudad de Panamá    |
| Paraguay             | Myriam Carolina Arévalos Villalba  | 22   | 1,82     | Asunción            |
| Perú                 | Galia Nathali Cáceres Campos       | 23   | 1,74     | Lambayeque          |
| Puerto Rico          | Darling Cruz Roperto               | 26   | 1,75     | Mayagüez            |
| República Dominicana | Kimberly Altagracia Castillo Mota  | 27   | 1,83     | Salvaleón de Higüey |
| Venezuela            | Nitya Nandy Ardila Prieto          | 22   | 1,75     | Maracaibo           |

### Candidatas retiradas
- Bangladés - Nazida Syed
- Belice - Shamira Neal
- Finlandia - Evgenia Sidorova
- Haití - Fatima Altieri
- Italia - Coralie Porrovecchio
- Nigeria - Celine Eban
- Rusia - Vera Shmeleva
- Sudáfrica - Ane Reynolds
- Surinam - Ryhanna Akhtar
- Trinidad y Tobago - Ketisha Williams
- Ucrania - Rimma Fedorova

### Reemplazos
- Argentina - Ivanna Villalba Calgaro fue reemplazada por Giuliana Martina Chiappa.

## Datos acerca de las delegadas
- Algunas de las delegadas de Miss Continentes Unidos 2015 han participado, o participarán, en otros certámenes internacionales de importancia:
  - Dhenia Covens (Bélgica) fue ganadora de Queen of Benelux 2015 y participó sin éxito en Miss Turismo Internacional 2014.
  - Carolina On Porras (Costa Rica) participó sin éxito en Miss Costa Maya Internacional 2015 y participará en Miss Asia Pacífico Internacional 2021.
  - Monica Isabella Hartig (Dinamarca) participó sin éxito en Miss Turismo Queen Internacional 2013.
  - Sushrii Shreya Mishraa (India) participó sin éxito en Asian Super Model 2010.
  - María Alejandra Tejada Guerrero (Panamá) participó sin éxito en Miss Turismo Intercontinental 2010 y Miss Teenager 2011.
  - Myriam Carolina Arévalos Villalba (Paraguay) participó sin éxito en Miss Mundo 2014 y Miss Universo 2015.
  - Darling Cruz Roperto (Puerto Rico) fue cuartofinalista en Nuestra Belleza Latina 2014 y participó sin éxito en Miss Turismo Mundo 2012.
  - Kimberly Altagracia Castillo Mota (República Dominicana) fue ganadora de Miss Italia en el Mundo 2010 y participó sin éxito en Miss Universo 2014.
- Algunas de las delegadas nacieron o viven en otro país al que representarán, o bien, tienen un origen étnico distinto:
  - Kimberly Altagracia Castillo Mota (República Dominicana) tiene ascendencia italiana.
  - Nitya Nandy Ardila Prieto (Venezuela) es mitad india.

## Sobre los países en Miss Continentes Unidos 2015

### Naciones debutantes
- Dinamarca
- Guyana
- Japón
- Kenia

### Naciones que regresan a la competencia
Compitieron por última vez en 2013:
- Bélgica
- Filipinas

### Naciones que se retiran de la competencia
Haití, Kazajistán, Líbano, Países Bajos, Portugal, Rusia, Suecia, Tailandia, Ucrania no enviaron una candidata este año.